# Karel Mejta (1951)
Karel Mejta (Třeboň, Checoslovaquia 2 de julio de 1951) es un deportista checoslovaco que compitió en remo. Es hijo del también remero Karel Mejta sr.
Ganó dos medallas en el Campeonato Mundial de Remo, bronce en 1977 y plata en 1978.

## Palmarés internacional
| Campeonato Mundial | Campeonato Mundial        | Campeonato Mundial | Campeonato Mundial |
| Año                | Lugar                     | Medalla            | Prueba             |
| ------------------ | ------------------------- | ------------------ | ------------------ |
| 1977               | Ámsterdam (Países Bajos)  | Medalla de bronce  | Dos con timonel    |
| 1978               | Cambridge (Nueva Zelanda) | Medalla de plata   | Dos con timonel    |